# Кокдала-кіші
Кокдала́-кіші́ (каз. Көкдала-кіші) — село у складі Сарисуського району Жамбильської області Казахстану. Входить до складу Досбольського сільського округу.
У радянські часи село називалось Кокдала.
Населення — 54 особи (2021; 71 у 2009, 60 у 1999, 146 у 1989).